# Mathias Lauda
Mathias Lauda, född 30 januari 1981 i Salzburg, är en professionell österrikisk racerförare och fabriksförare för Aston Martin Racing i FIA World Endurance Championship.
Han är son till den trefaldige formel 1-världsmästaren Niki Lauda. 
Mathias Lauda tävlade i GP2 säsongen 2005 men kör sedan säsongen 2006 i DTM i Tyskland för Mercedes-Benz.